# Henri Fertet
Henri Fertet, né le 27 octobre 1926 à Seloncourt (Doubs) et mort le dimanche 26 septembre 1943 à Besançon, est un résistant français.
Engagé dans la Résistance en 1942, il est arrêté puis fusillé par les Allemands à l'âge de 16 ans. Il est nommé compagnon de la Libération à titre posthume en 1945.
À l'image de Guy Môquet, son nom est passé à la postérité comme symbole des sacrifices consentis par la résistance intérieure française durant la Seconde Guerre mondiale.

## Biographie

### Enfance
Issu d'une famille catholique, Henri Claude Fertet est baptisé à Verdun le 15 mai 1927 à l'église Saint-Victor. Fils d'un instituteur (également prénommé Henri, Auguste), il fait ses études primaires à Seloncourt, où ses parents sont en poste. En 1937, il entre au lycée Victor-Hugo de Besançon, son père ayant été affecté cette année-là à l'école de Velotte. C'est un élève passionné d'histoire.

### Engagement dans la Résistance
Lors des vacances d’été 1942, le jeune homme intègre un groupe de résistance localisé à Larnod près de Besançon et dirigé par Marcel Simon. En février 1943, le groupe désormais formé d’une trentaine de membres intègre l’organisation des Franc-Tireurs et Partisans (FTP) sous le nom de  Guy Mocquet, choisi par Fertet. Le groupe se structure rapidement dans l’objectif de la lutte clandestine.

### Opérations
Henri Fertet participe, comme chef d’équipe, à trois opérations : c’est tout d’abord l’attaque du poste de garde du fort de Montfaucon, le 16 avril 1943, dans l’intention de s’emparer d’un dépôt d’explosifs où se trouvent obus et armes légères. Vingt personnes des deux groupes sont divisées en deux, un groupe de 6 personnes restées au village où se trouve un poste avancé. Henri en fait partie et un autre de 14 sur le site du fort. L’opération entraîne la mort d’une sentinelle allemande et en blesse une autre. Le 17 mai suivant 3 attentats ont lieu près de Saint Vit, Serre les Sapins et Chateaufarine ou il participe à la destruction d'un pylône à haute tension. Le 12 juin 1943 enfin, sur la route RN 83 au Comice entre Besançon-Quingey, il prend part à l’attaque d'un commissaire des douanes allemand dans le but de lui subtiliser arme, uniforme et papiers. Henri Fertet tire sur le commissaire, le blessant mortellement. L’arrivée inopinée d’une moto l’empêche de se saisir des documents.

### Arrestation et exécution

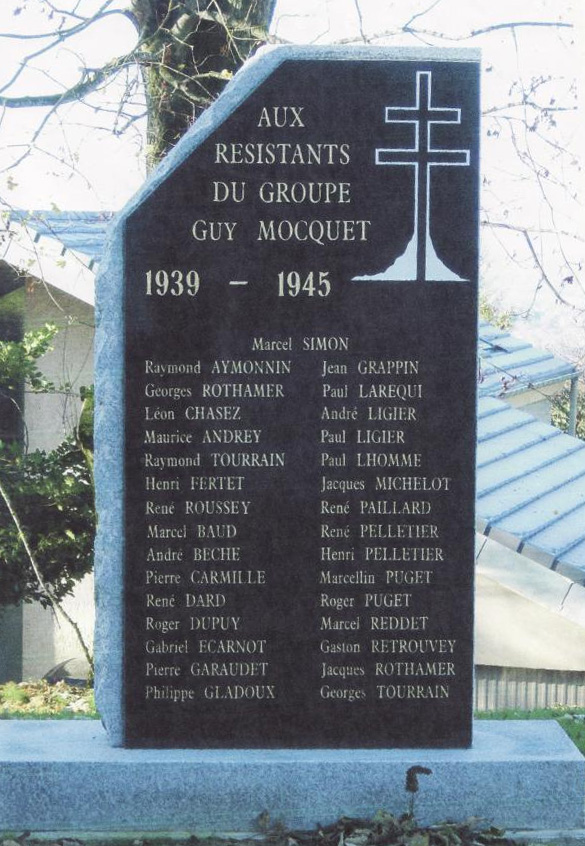
Stèle du groupe Guy Mocquet à Larnod.

Avec d'autres membres du groupe, il est arrêté dans l'école primaire de Velotte à Besançon où son père enseigne et réside.Par les Allemands le 2 juillet à 2 h 30  dans la continuité de l'action des forces allemandes qui se dirigeaient vers Larnod. Interné à la prison de la Butte pendant ces 87 jours de cellule, il est fusillé le dimanche 26 septembre 1943 à 7 h 36 à la citadelle de Besançon, à l'âge de 16 ans, avec quinze de ses camarades.
Il est inhumé au cimetière de Saint-Ferjeux avec sept des autres fusillés. Leur sépulture, portant seulement des numéros est, malgré l'interdiction allemande, abondamment fleurie jusqu'à la Libération. Après la guerre, ses cendres, jointes à celles de son père décédé entre-temps, sont dispersées à Sermoyer (Ain). Son nom figure sur le monument aux morts de cette commune.

### Lettre d'adieu
Au matin de son exécution, il écrit à sa famille une lettre d'adieu restée célèbre, car lue par Maurice Schumann à la BBC le 9 décembre 1943. Elle sera également diffusée par la presse clandestine : les Cahiers du Témoignage chrétien, n°18-19 d'août-septembre 1943, Libération d'octobre 1943, France d’abord! de novembre 1943.  
Des extraits de cette lettre sont lus le 5 juin 2019 par le président de la République française, Emmanuel Macron, à l'occasion des cérémonies de commémoration du Débarquement organisées à Portsmouth,.

« Chers Parents,
Ma lettre va vous causer une grande peine, mais je vous ai vus si pleins de courage que, je n’en doute pas, vous voudrez encore le garder, ne serait-ce que par amour pour moi. Vous ne pouvez savoir ce que moralement j’ai souffert dans ma cellule, ce que j’ai souffert de ne plus vous voir, de ne plus sentir peser sur moi votre tendre sollicitude que de loin. Pendant ces 87 jours de cellule, votre amour m’a manqué plus que vos colis, et souvent je vous ai demandé de me pardonner le mal que je vous ai fait, tout le mal que je vous ai fait. Vous ne pouvez vous douter de ce que je vous aime aujourd’hui car, avant, je vous aimais plutôt par routine, mais maintenant je comprends tout ce que vous avez fait pour moi et je crois être arrivé à l’amour filial véritable, au vrai amour filial. Peut-être après la guerre, un camarade vous parlera-t-il de moi, de cet amour que je lui ai communiqué. J’espère qu’il ne faillira pas à cette mission sacrée.
Remerciez toutes les personnes qui se sont intéressées à moi, et particulièrement nos plus proches parents et amis ; dites-leur ma confiance en la France éternelle. Embrassez très fort mes grands-parents, mes oncles, tantes et cousins, Henriette. Donnez une bonne poignée de main chez M. Duvernet ; dites un petit mot à chacun. Dites à M. le Curé que je pense aussi particulièrement à lui et aux siens. 
Je remercie Monseigneur du grand honneur qu’il m’a fait, honneur dont, je crois, je me suis montré digne. Je salue aussi en tombant, mes camarades de lycée. À ce propos, Hennemann me doit un paquet de cigarettes, Jacquin mon livre sur les hommes préhistoriques. Rendez « Le Comte de Monte-Cristo » à Émourgeon, 3 chemin Français, derrière la gare. Donnez à Maurice André, de la Maltournée, 40 grammes de tabac que je lui dois. Je lègue ma petite bibliothèque à Pierre, mes livres de classe à mon petit papa, mes collections à ma chère petite maman, mais qu’elle se méfie de la hache préhistorique et du fourreau d’épée gaulois.
Je meurs pour ma Patrie. Je veux une France libre et des Français heureux. Non pas une France orgueilleuse, première nation du monde, mais une France travailleuse, laborieuse et honnête. Que les Français soient heureux, voilà l’essentiel. Dans la vie, il faut savoir cueillir le bonheur.
Pour moi, ne vous faites pas de soucis. Je garde mon courage et ma belle humeur jusqu’au bout, et je chanterai « Sambre et Meuse » parce que c’est toi, ma chère petite maman, qui me l’as apprise.
Avec Pierre, soyez sévères et tendres. Vérifiez son travail et forcez-le à travailler. N’admettez pas de négligence. Il doit se montrer digne de moi. Sur trois petits nègres, il en reste un. Il doit réussir.
Les soldats viennent me chercher. Je hâte le pas. Mon écriture est peut-être tremblée ; mais c'est parce que j'ai un petit crayon. Je n'ai pas peur de la mort ; j'ai la conscience tellement tranquille.
Papa, je t'en supplie, prie. Songe que, si je meurs, c'est pour mon bien. Quelle mort sera plus honorable pour moi que celle-là ? Je meurs volontairement pour ma Patrie. Nous nous retrouverons tous les quatre, bientôt au Ciel. Qu'est-ce que cent ans ? Maman, rappelle-toi : « Et ces vengeurs auront de nouveaux défenseurs qui, après leur mort, auront des successeurs. »
Adieu, la mort m'appelle. Je ne veux ni bandeau, ni être attaché. Je vous embrasse tous. C'est dur quand même de mourir.
Mille baisers. Vive la France.
Un condamné à mort de 16 ans.
Expéditeur : Henri Fertet, au Ciel, près de Dieu.
Excusez les fautes d'orthographe, pas le temps de relire. »

### Épilogue
Le 27 novembre 1980, dans la forêt de Chailluz proche de Besançon, Pierre Louis Fertet né le 22 avril 1929 Seloncourt, instituteur âgé de cinquante-et-un ans et sa mère octogénaire se suicident en s'asphyxiant avec les gaz de leur véhicule. Le cadet d'Henri Fertet était resté très affecté par la mort de son frère à la mémoire duquel il voua toute sa vie une dévotion quasi mystique.

## Hommages

### Décorations
Henri Fertet reçoit plusieurs décorations à titre posthume pour son engagement dans la Résistance :
- Chevalier de la Légion d'honneur
- Compagnon de la Libération à titre posthume par décret du 07 juillet 1945[9]
- Croix de guerre 1939–1945
- Médaille de la Résistance française par décret du 3 janvier 1946[10]
- Croix du combattant volontaire de la Résistance
- Médaille de l'internement pour faits de Résistance

### Honneurs
Déclaré mort pour la France, il est nommé aspirant des FFI en 1947, à titre posthume.

### Postérité

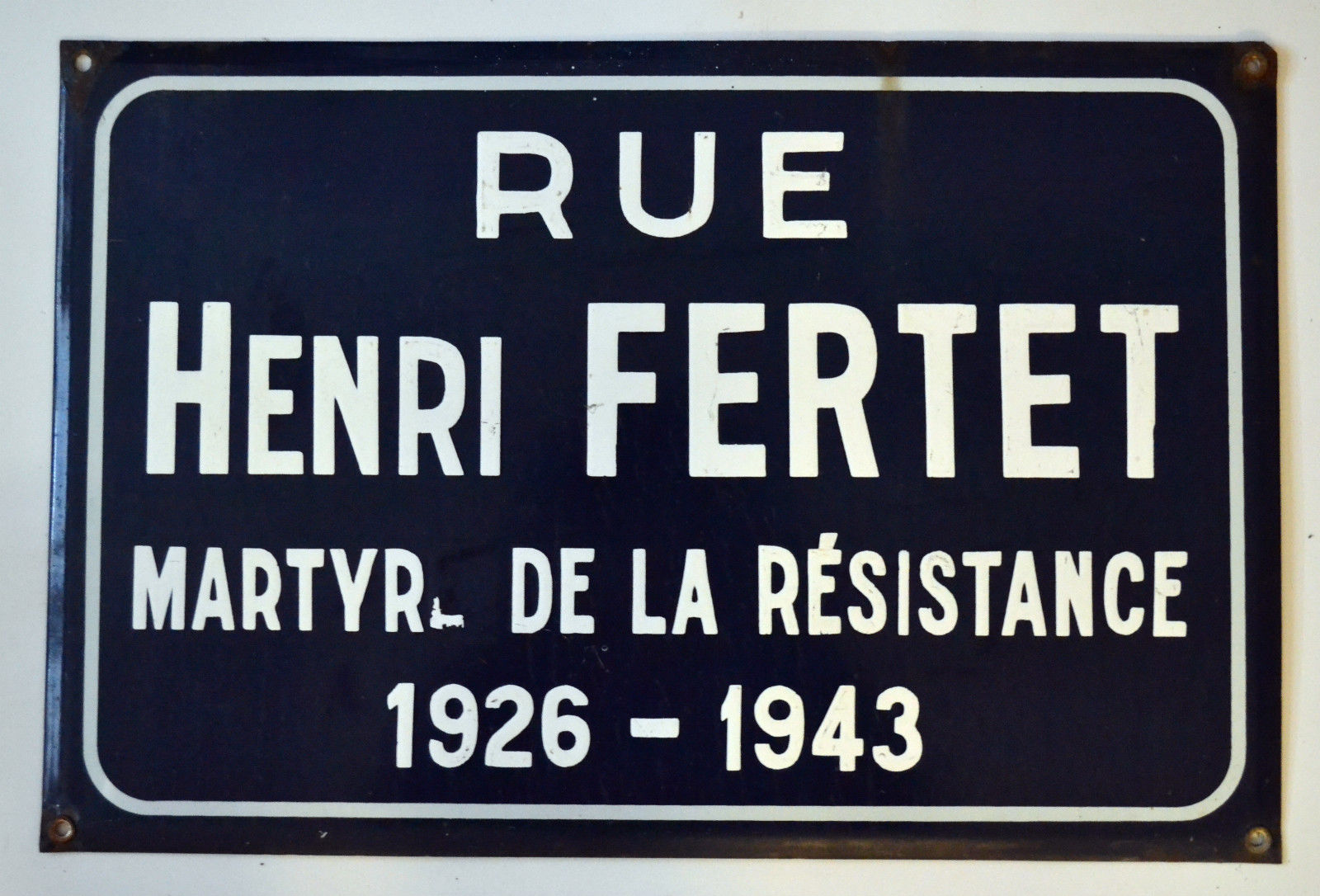
Plaque odonymique à Besançon.

- Une rue porte son nom à Besançon, ainsi qu'une place à Roche-lez-Beaupré, une allée en direction du fort de Montfaucon.
- Des groupes scolaires[11]école élémentaire de Velotte  (collège[12], lycée[13] de Franche-Comté) portent son nom, ainsi que l'une des 19 rames du tramway de Besançon.